# 珠英集
《珠英集》是崔融所作中国古典诗歌集，首先在武则天年间（690年—705年）发布。该书囊括了崔融（653年—706年）、李峤（644年—713年）、张说（677年—731年）等的诗。长期以来最初的版本都被认为已完全散佚，但其中大约五分之一的碎片已在敦煌文献中找到，有13个人所作的55首诗。该选集一个值得注意的特点是崔融将收入的诗按官阶递减排序，强调了初唐诗是一种和朝堂与宫廷相关联的诗。